# Acacia recurva
Acacia recurva är en ärtväxtart som beskrevs av George Bentham. Acacia recurva ingår i släktet akacior, och familjen ärtväxter. Inga underarter finns listade i Catalogue of Life.